# ارگمه
ارگمه (به لاتین: Ērģeme) یک روستا در لتونی است که در شهرداری والکا واقع شده‌است. ارگمه ۳۲۱ نفر جمعیت دارد.

## قلعه ارگمه

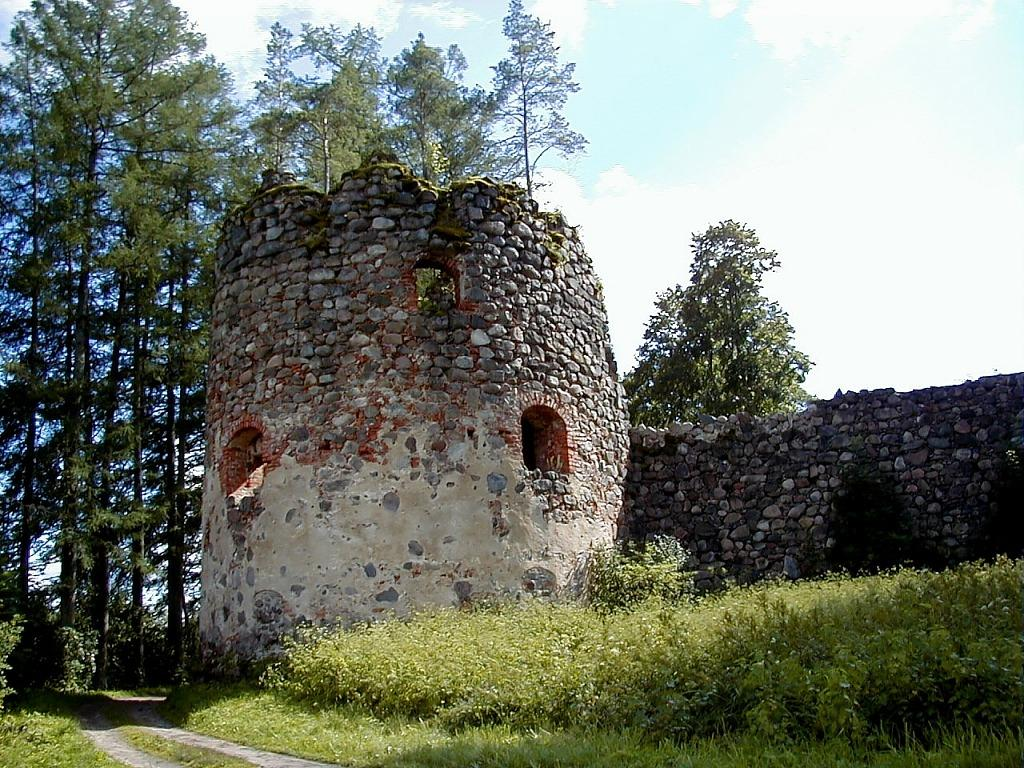
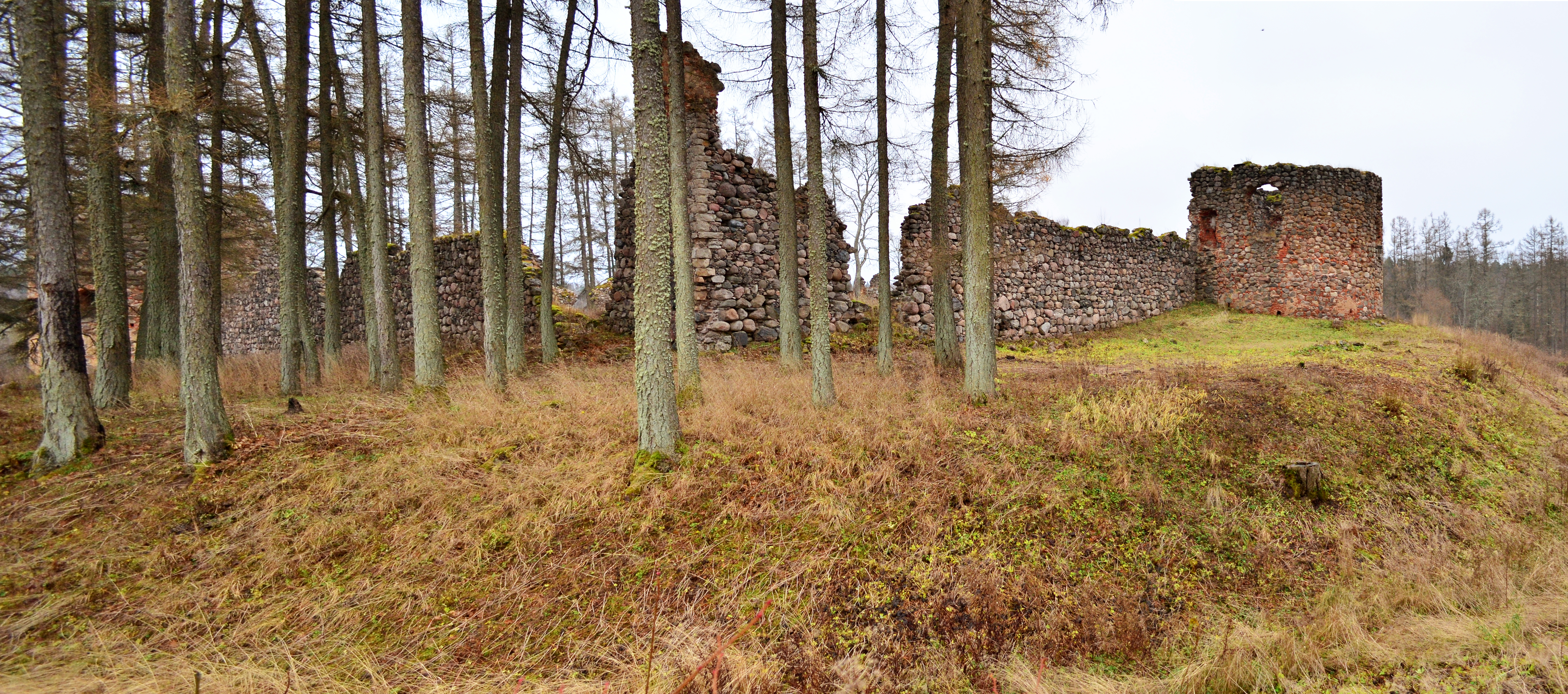
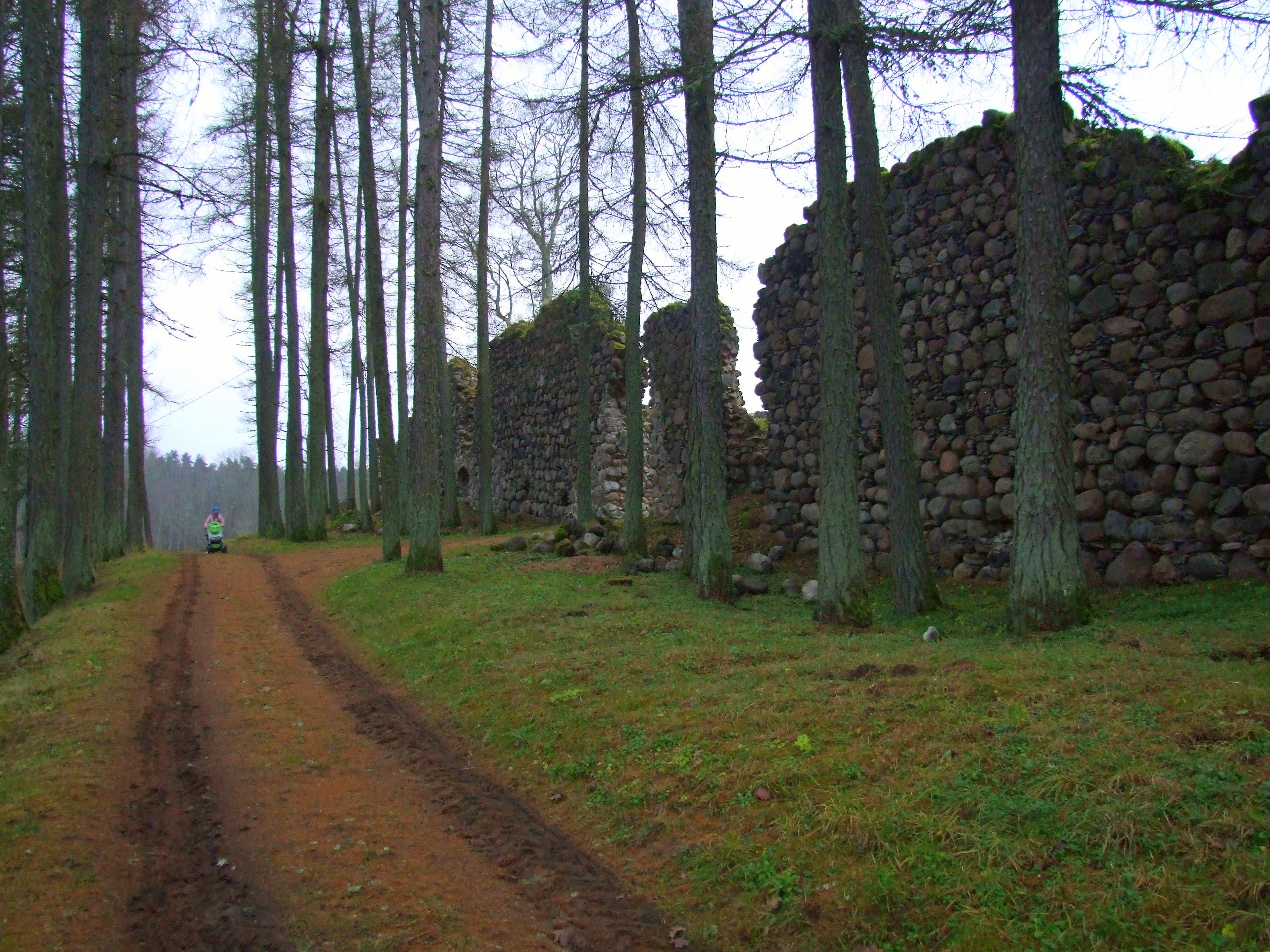
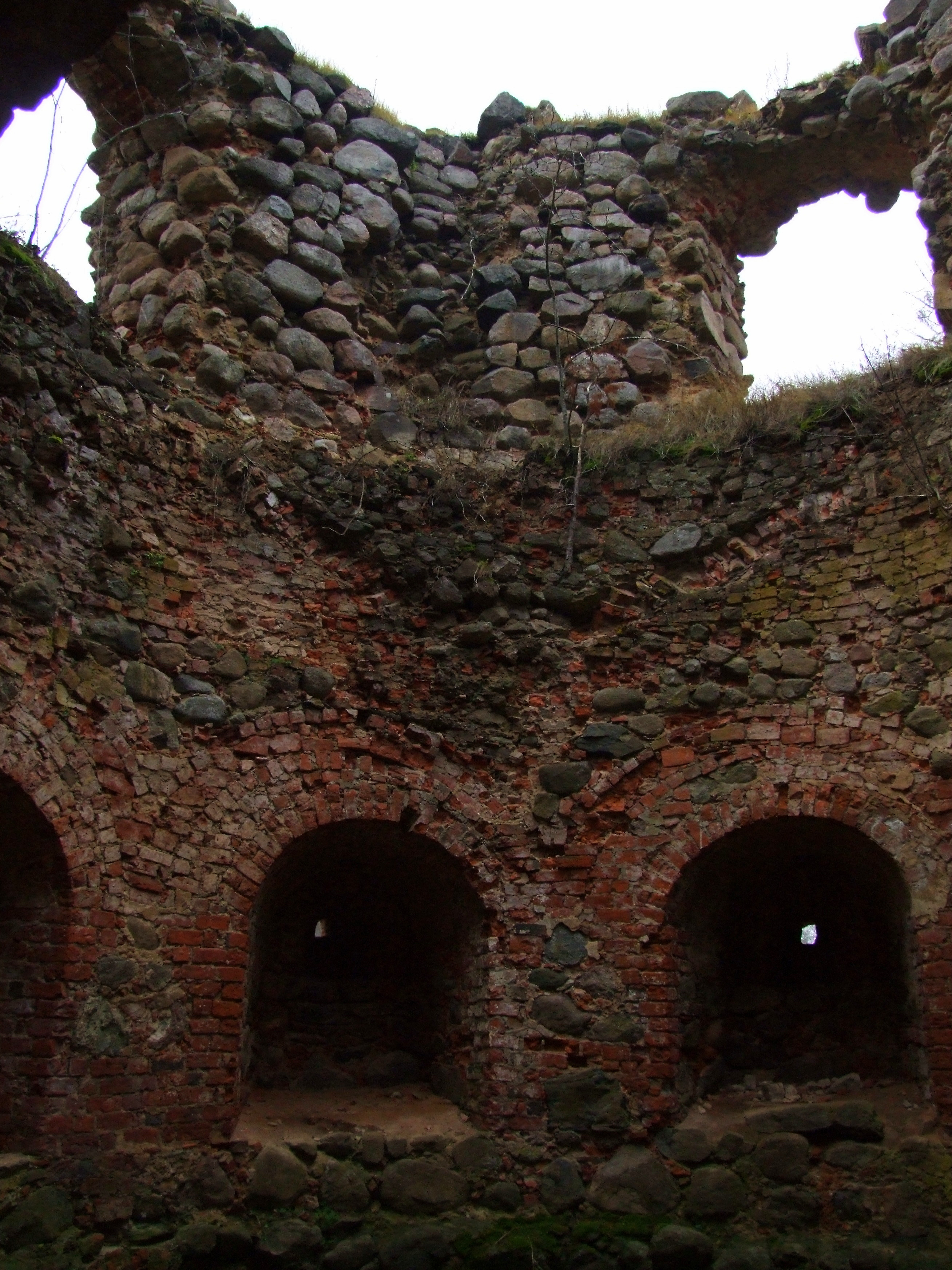
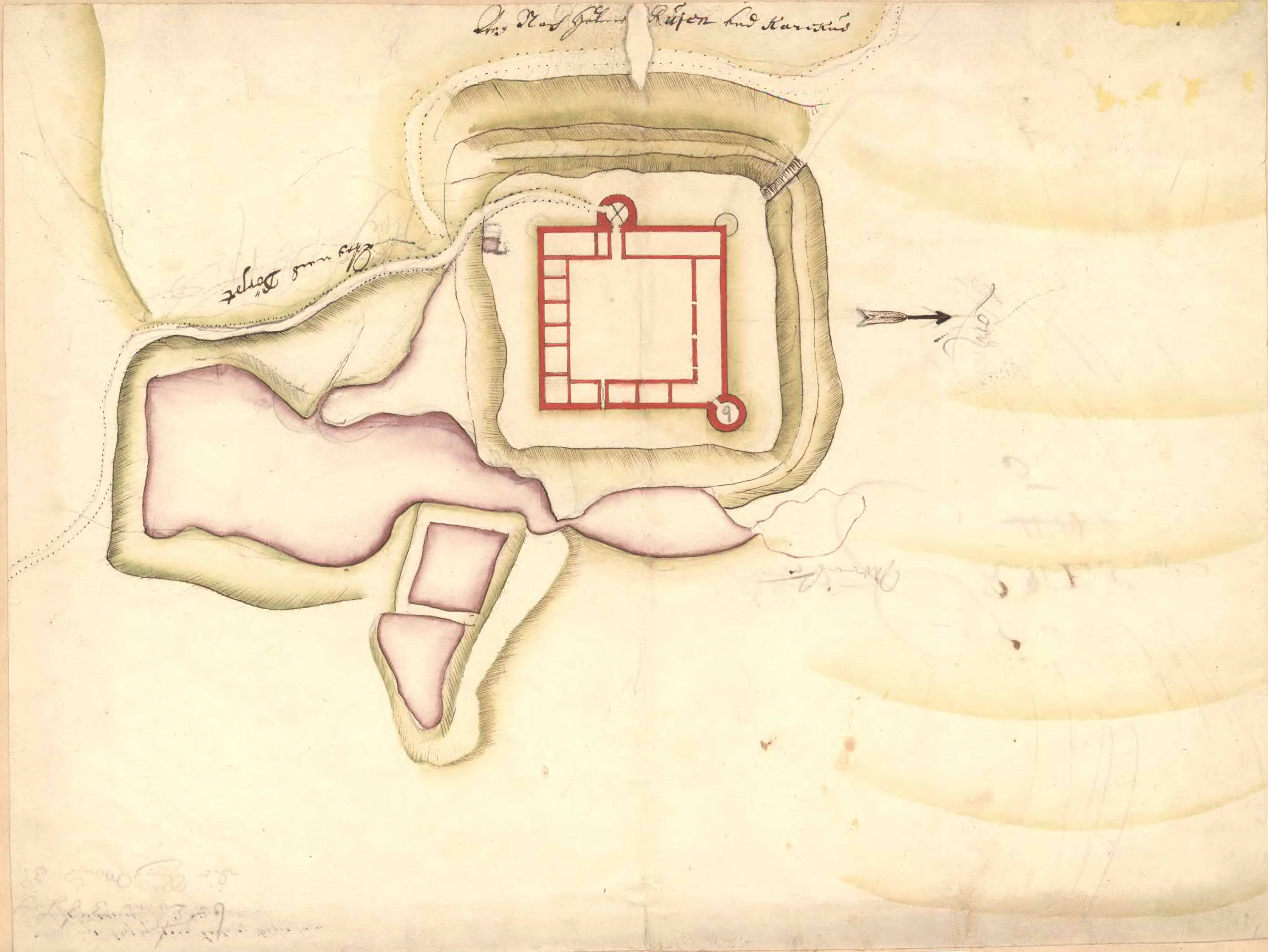